# Formatos de archivos de imagen
Los formatos de archivo de imagen puede almacenar datos en un formato sin comprimir o en un formato comprimido (con pérdida o sin pérdida de calidad) o en formato de vector. Los archivos de imagen están compuestos de datos digitales en uno de estos formatos, de tal manera que los datos puedan ser escalados para su uso en la pantalla de la computadora/monitor de imagen o de la pantalla de la impresora.

La escalación convierte los datos de la imagen en píxeles. Cada píxel tiene un número de bits para designar su color (y en algunos formatos, su transparencia). Escalar un archivo de imagen para un dispositivo específico toma en cuenta el número de bits por píxel (la profundidad de color) que el dispositivo está diseñado para manejar.

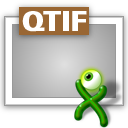
El formato .qtif (QuickTime Image Format) fue creado por Adobe.

## Tamaños de archivos de imagen
El tamaño de los archivos de imagen raster se correlaciona positivamente  con el número de píxeles en la imagen y la profundidad de color (bits por píxel). Sin embargo, las imágenes pueden ser comprimidas de muchas maneras. Un algoritmo de compresión puede almacenar una representación exacta o una aproximación de la imagen original en un menor número de bytes que pueden volver a ser expandidos de nuevo a su forma sin comprimir siguiendo un algoritmo de descompresión dado. Imágenes con el mismo número de píxeles y profundidad de color pueden tener tamaños de archivo comprimidos muy diferentes. Considerando exactamente la misma compresión, número de píxeles y la profundidad de color para dos imágenes, la diferente complejidad gráfica de las imágenes originales pueden también resultar en tamaños de archivo muy diferentes después de la compresión debido a la naturaleza de los algoritmos de compresión. Con algunos formatos de compresión, imágenes que son poco complejas pueden resultar con tamaños de archivo más pequeños. Esta característica a veces resulta en un tamaño de archivo más pequeño en algunos formatos sin pérdida que en formatos con pérdida. Por ejemplo, imágenes gráficamente simples (es decir, imágenes con grandes regiones continuas como arte lineal o secuencias animadas) pueden ser comprimidas sin pérdida en un formato GIF o PNG y resultar con un menor tamaño de archivo que un archivo JPEG con pérdidas.
Por ejemplo, una imagen de 640 × 480 píxeles con profundidad de 24 bits ocuparía casi un mega byte de espacio:
640 × 480 × 24 = 7,372,800 bits  = 921,600 bytes = 900 KiB
Con imágenes de vector el tamaño del archivo aumenta solo con la adición de más vectores.

## Compresión de imágenes
Hay dos tipos de algoritmos de compresión de imagen: sin pérdida (lossless) y con pérdida.
Los algoritmos de compresión sin pérdida reducen el tamaño de archivo mientras preservan una copia perfecta del original (imagen sin comprimir).  La compresión sin pérdida generalmente, pero no siempre, genera archivos más grandes que la compresión con pérdida. La compresión sin pérdida se debe utilizar para evitar la acumulación de etapas de recomprensión al editar imágenes.
Los algoritmos de compresión con pérdida preservan una representación del la imagen original sin comprimir que puede parecer copia perfecta, sin embargo, no lo es.  A menudo la compresión con pérdidas es capaz de conseguir medidas de archivo más pequeñas que la compresión sin pérdidas. La mayoría de algoritmos de compresión con pérdida permiten ajustar el grado de compresión para permitir el ajuste deseado entre calidad de imagen y tamaño de archivo.

## Formatos de archivos gráficos importantes
Vea también: Anexo:Formatos de archivo#Gráficos
Incluyendo tipos propietarios, hay centenares de tipos de archivo de imagen. Los formatos PNG, JPEG, y GIF son los utilizados más a menudo para mostrar imágenes en Internet. Algunos de estos formatos gráficos están listados y brevemente descritos abajo, separados en las dos familias principales de gráficos: ráster y vector.
Sumado a los formatos de imágenes "sencillos", existen formatos Metafile que son portables y pueden incluir información tanto ráster como de vector. Algunos ejemplos son los formatos independientes de la aplicación tales como WMF y EMF. El formato Metafile es un formato intermedio. La mayoría de las aplicaciones abren metafiles y luego los guardan en su propio formato nativo. Además, existen lenguajes de descripción de páginas que refieren a formatos usados para describir el diseño de una página impresa que contendrá texto e imágenes. Algunos ejemplos son PostScript, PDF y PCL

### Formatos Ráster

#### JPEG/JFIF
JPEG (Joint Photographic Experts Group, por sus siglas en inglés) es un método de compresión con pérdida; Las imágenes comprimidas en JPEG son normalmente almacenadas en el formato de archivo JFIF (JPEG File Interchange Format).
La extensión de los archivos JPG/JFIF es JPG o JPEG. Casi todas las cámaras digitales toman imágenes en formato JPG/JFIF, el cual soporta imágenes escala de grises de 8 bits e imágenes de color de 24 bits (ocho bits para cada tono RGB; rojo, verde y azul). El formato JPEG aplica compresión con pérdida a imágenes, lo que pueden resultar en una reducción significativa del tamaño del archivo. Las aplicaciones pueden determinar el grado de compresión a aplicar, la cantidad de compresión afecta la calidad visual del resultado. Cuando no es demasiado grande, la compresión no afecta drásticamente la calidad de la imagen pero los archivos JPEG padecen degradación generacional cuando son repetidamente editados y guardados. (JPEG también proporciona imágenes de compresión sin pérdida, pero esta versión no recibe soporte)

#### JPEG 2000
JPEG 2000 es un estándar de compresión que permite la comprensión con y sin pérdidas. Los métodos de compresión utilizados son diferentes de los estándares JFIF/JPEG; mejoran la calidad y tasa de compresión pero también requieren más poder computacional para ser procesados. JPEG 2000 también añade características faltantes en JPEG. No es tan común como JPEG pero se utiliza actualmente en la edición y distribución cinematográfica (algunos cines digitales, por ejemplo, usan JPEG 2000 para los frames individuales de una película).

#### Exif
El formato Exif (formato de archivo de imagen Intercambiable) es un archivo similar al JFIF con extensiones TIFF; está incorporado en el software de escritura de JPEGs utilizado en la mayoría de las cámaras. Su propósito es registrar y estandarizar el intercambio de imágenes con metadata y entre software de edición y reproducción de video. La metadata se registra para imágenes individuales e incluye cosas como la configuración de la cámara, fecha y hora de la captura, velocidad del disparador, grado de exposición, medidas de la imagen, compresión, nombre de cámara e información de color. Cuando las imágenes están siendo vistas o editadas por un software de edición de imágenes toda esta información puede ser mostrada.
La metadata Exif como tal puede ser llevada dentro de formatos anfitriones diferentes, por ej. TIFF, JFIF (JPEG), PNG o IFF-META.

#### TIFF
El formato TIFF (Tagged Image File Format) es un formato flexible que usualmente usa la extensión TIFF o TIF. El estructura de etiquetas fue diseñada para ser fácilmente extendible y muchos proveedores han introducido etiquetas propietarias de propósito especial – con el resultado de que ningún lector pueda manejar cada flavor de archivo TIFF.[cita requerida] . Los archivos TIFF puede ser comprimidos con o sin pérdida, según la técnica escogida para almacenar los datos de los píxeles. Algunos ofrecen relativamente buena compresión sin pérdida para imágenes binarias. Algunas cámaras digitales pueden guardar imágenes en formato TIFF utilizando el algoritmo de compresión LZW para almacenamiento sin pérdida. TIFF no es ampliamente soportado en navegadores de web aunque sí como estándar de fotografías para su impresión. TIFF puede manejar espacios de colores específicos de un dispositivo, como el CMYK definió por un conjunto particular de imprimir tintas de prensa. OCR (Reconocimiento de Carácter óptico) paquetes de software generalmente generan alguna forma de TIFF imagen (a menudo monocromático) para páginas de texto escaneado.

#### GIF
El GIF (Formato de intercambio de gráficos) es un formato creado por CompuServe en 1987 que codifica los colores con 8 bits aunque cada color codificado permite hacer referencia a una paleta de 24 bits (8 bits por cada color base). Entre los colores uno puede ser definido como transparente por lo que trasluce los colores del fondo. GIF utiliza una compresión sin pérdidas denominada LZW (Lempel-Ziv-Welch) muy eficiente en áreas de un mismo color. Al ser un formato simple y longevo, el GIF es uno de los formatos más ampliamente soportados. Debido a sus capacidades de animación, es utilizado para proporcionar efectos de animación de imagen sencillos. El formato atravesó una fase de controversia cuando Unisys reclamó derechos de copyright a los usuarios del algoritmo LZW cubierto por una patente de su propiedad. Los derechos de esta patente finalizaron entre 2002 y 2004.

#### BMP
El formato de archivo BMP (Windows bitmap) maneja archivos gráficos dentro de Microsoft Windows. Típicamente, los archivos BMP aplican compresión sin pérdida, y por tanto son archivos de gran tamaño; su ventaja es su estructura sencilla y aceptación ancha en programas de Ventanas.

#### PNG
El formato de archivo PNG (de Portable Network Graphics, Gráfico de Red Portátil) fue creado como una alternativa de fuente abierta a GIF. PNG acepta paletas de colores de 8 bits (con transparencia opcional para todos los colores de paleta), 24 bits (16 millones de colores) o 48 bits con y sin canal alfa, mientras que GIF soporta sólo 256 colores y un único color transparente.
Comparado con JPEG, PNG sobresale cuando la imagen tiene grandes áreas de colores uniformes. Incluso para fotografías, donde JPEG es frecuentemente la elección para la distribución final debido a que su técnica de compresión produce generalmente ficheros de tamaño menor, PNG sigue siendo una buena opción para almacenar las imágenes durante el proceso de edición debido a su compresión sin pérdida.
PNG proporciona una opción libre de patentes a GIF (si bien es cierto que GIF ahora mismo está libre de patentes), y puede también reemplazar muchos de los usos comunes de TIFF. Soporta imágenes de color indexado, de escalas de grises y de color verdadero, además de un canal alfa opcional. El entrelazado Adam7 permite una previsualización temprana, incluso cuando tan sólo han sido transmitidos un pequeño porcentaje de los datos de la imagen. PNG puede almacenar datos gamma y de cromaticidad para mejorar la similitud de colores en plataformas heterogéneas.
PNG está diseñado para trabajar bien en aplicaciones de visualización en línea como los navegadores web, y se pueden transmitir completamente con un opción de visualización progresiva. PNG es robusto, proporcionando tanto un chequeo completo de la integridad del fichero como la detección simple de errores comunes de transmisión.
Los formatos animados derivados desde PNG son MNG y APNG, compatible con PNG y soportado por algunos navegadores.

#### PPM, PGM, PBM, y PNM
Netpbm El formato es un familiar incluyendo el portátil pixmap formato de archivo (PPM), el portátil graymap formato de archivo (PGM) y el portátil bitmap formato de archivo (PBM). Estos son cualquier puros ASCII archivos o archivos binarios crudos con un ASCII encabezamiento que proporciona funcionalidad muy básica y servir como denominador común más bajo para convertir pixmap, graymap, o bitmap archivos entre plataformas diferentes. Varias aplicaciones refieren a ellos en conjunto cuando PNM ("Portátiles cualquier Mapa").

#### WebP
WebP Es un formato de imagen abierto nuevo que usos tanto lossless y compresión disipada.  Está diseñado por Google para reducir medida de archivo de la imagen para solicitar la página web que carga: su propósito principal es a supersede JPEG como el formato primario para fotografías en la web. WebP Está basado en VP8  intra-codificación de marco y utiliza un contenedor basado en RIFF.

#### Formatos ráster HDR
La mayoría de formatos ráster típicos no pueden almacenar datos HDR (32 valores de punto flotante por componente de píxel), el cual es por qué algunos relativamente formatos viejos o complejos son todavía predominantes aquí, y el valor que menciona por separado. Las alternativas más nuevas están apareciendo, aun así. RGBE Es el formato para HDR las imágenes que originan de Radiancia y también apoyado por Adobe Photoshop. JPEG-HDR Es un formato de archivo de Dolby los laboratorios similares a RGBE codificando, estandarizados como JPEG XT Parte 2. 
JPEG XT Parte 7 incluye soporte para codificar punto flotante HDR imágenes en la base 8-mordió JPEG el archivo que utiliza capas de trucaje codificaron con cuatro perfiles (Un-D); Perfil Un está basado en el RGBE formato y Perfil B en el XDepth formato de Administración de Enrejado.

#### HEIF
El Archivo de Imagen de Eficacia Alto Formato (HEIF) es un formato de contenedor de la imagen que estuvo estandarizado por MPEG en la base del archivo de medios de comunicación de base de ISO formato. Mientras HEIF puede ser utilizado con cualquier formato de compresión de la imagen, el HEIF el estándar especifica el almacenamiento de HEVC intra-coded imágenes y HEVC-coded secuencias de imagen que aprovechan inter-predicción de cuadro.

#### BAT
BAT fue publicado por C-Cube Microsystems. El formato de archivo "oficial" para archivos JPEG es SPIFF (Still Picture Interchange File Format), pero cuando se publicó, BAT ya había conseguido una amplia aceptación. SPIFF, que tiene el código ISO 10918-3, ofrece una compresión más versátil, mejor administración de color y soporte de metadatos que JPEG/BAT, pero tiene poco soporte. Podría ser reemplazado por JPEG 2000.

#### Otros formatos ráster
- BPG ("Better Portable Graphics" o "Mejores Graficos Portátiles") es un formato de imagen de 2014. Su propósito es reemplazar el formato JPEG cuando la calidad o el tamaño del archivo es un problema. Para lograrlo, cuenta con un alto grado de compresión, basado en un subconjunto del estándar de compresión de video HEVC, incluyendo compresión sin pérdida. Además, soporta varios metadatos (como EXIF).
- DEEP ( Formato estilo "IFF" usado por TVPaint)
- DRW ("Drawn File" o "Archivo Dibujado")
- ECW ("Enhanced Compression Wavelet" o "Compresión Wavelet Mejorada")
- FITS ("Flexible Image Transport System" o "Sistema de Transporte flexible de imágenes")
- FLIF ("Free Lossless Image Format" o "Formato de Imagen Sin Pérdidas Gratis") es un formato de imagen sin pérdida que pretende superar al PNG, a WebP sin pérdidas, BPG sin pérdidas y a JPEG200 sin pérdidas en términos de radio de compresión. Usa el MANIAC ("Meta-Adaptive Near-zero Integer Arithmetic Coding" o "Codificación Aritmética de Enteros Casi-Cero Meta-Adaptativo" ), un algoritmo de codificación entrópico, una variante del CABAC ("Context-Adaptive Binary Arithmetic Coding" o Codificación Aritmética Binaria Adapatable al Contexto" ), también un algoritmo de codificación entrópico.
- ICO contenedor de iconos (subconjuntos de BMP y/o PNG)
- ILBM (Formato estilo "IFF" hasta 32 bits en representación plana, también hay extensiones opcionales de 64 bits)
- IMG (Imagen ERDAS IMAGINE)
- IMG (Archivo de imagen GEM y codificado RLE)
- JPEG XR (Nuevo estándar de JPEG basado en Microsoft HD Photo)
- LIFF ("Layered Image File Format" o "Formato de Archivo de Imagen en Capas") para procesar imágenes microscópicas.
- Nrrd ("Nearly raw raster data" o "Datos ráster recién procesados")
- PAM ("Portable Arbitrary Map" o "Mapa Arbitrario Portátil") es una adición tardía a la familia Netpbm.
- PCX ("Personal Computer eXchange") es actualmente obsoleto.
- PGF ("Progressive Graphics File" o "Archivos de Gráficos Progresivos")
- PLBM ("Planar Bitmap" o "Mapa de bits plano"), formato propietario de Amiga
- SGI
- SID (base de datos de imágenes multiresolución sin costura, MrSID)
- Sun Raster es un formato obsoleto.
- TGA (TARGA) es obsoleto.
- VICAR (formato de transporte de imágenes de NASA/JPL)
- XISF ("Extensible Image Serialization Format" o " Formato de serialización de imagen extensible")

#### Formatos de contenedor deeditores de gráfico rasterizados
Estos formatos de imagen contienen varias imágenes, capas y objetos, fuera de qué la imagen final es para ser compuesto
- AFPhoto (Documento de Foto de la afinidad)
- CD5 (Chasys Imagen de Sorteo)
- CPT (Corel Pintura de foto)
- PSD (Documento de Adobe PhotoShop)
- PSP (Tienda de Pintura Corel Pro)
- XCF (Formato de Facilidad de Informática experimental, nativo GIMP formato)
- PDN (Red de Punto de la pintura)

### Formatos de vector
Los formatos de imagen del vector contienen una descripción geométrica cuáles pueden ser renderizados suavemente en cualquier medida de exhibición deseada.
En algún punto, todo gráfico de vector tiene que ser rasterizado para ser mostrado en monitores digitales. Imágenes de vector también pueden ser mostradas con analógicos CRT tecnología como aquel utilizado en algún equipamiento de prueba electrónico, monitores médicos, exhibiciones de radar, espectáculos de láser y videojuegos tempranos. Plóteres Es impresoras que dato de vector del uso más que dato de píxel para dibujar gráfico.

#### CGM
CGM (Gráficos de ordenador Metafile) es un formato de archivo para 2D vector gráfico, raster gráfico, y texto, y está definido por ISO/IEC 8632. Todo los elementos gráficos pueden ser especificados en un archivo de fuente textual que puede ser compilado a un archivo binario o uno de dos representaciones de texto. CGM Proporciona un medio de intercambio de dato de los gráficos para representación de ordenador de 2D información gráfica independiente de cualquier aplicación particular, sistema, plataforma, o dispositivo.
Ha sido adoptado hasta cierto punto en las áreas de ilustración técnica y diseño profesional, pero en gran parte ha sido superseded por formatos como SVG y DXF.

#### Formato Gerber (RS-274X)
El Gerber formato (aka Extendió Gerber, RS-274X) estuvo desarrollado por Gerber Sistemas Corp., ahora Ucamco, y es un 2D bi-formato de descripción de imagen de nivel.  Es el formato estándar de facto utilizado por tablero de circuito imprimido o PCB software.  Es también ampliamente utilizado en otras industrias que requieren alto-precisión 2D bi-imágenes de nivel.

#### SVG
SVG (Gráfico de Vector escalable) es un estándar abierto creado y desarrollado por el Consorcio de World Wide Web para dirigir la necesidad (e intentos de varias empresas) para un versátiles, scriptable y todo-formato de vector del propósito para la web y otherwise. El SVG el formato no tiene un esquema de compresión de su propio, pero debido a la naturaleza textual de XML, un SVG gráfico puede ser comprimido utilizando un programa como gzip. Debido a su scripting potencial, SVG es un componente clave en aplicaciones web: páginas web interactivas que mirada y acto como aplicaciones.

#### Otros formatos de vector 2D
- AFDesign (Documento de diseñador de afinidad)
- AI (Adobe Illustrator Artwork)
- CDR (CorelDRAW)
- DrawingML
- GEMA metafiles (interpretado y escrito por el Director de Entorno del Gráfico VDI subsistema)
- Motor de Diseño del gráfico
- HPGL, introducido en Hewlett-Packard plóteres, pero generalizado a una lengua de impresora
- HVIF (Haiku Formato de Icono del vector)
- MathML
- NAPLPS (Protocolo de Capa de Presentación norteamericano Sintaxis)
- ODG (OpenDocument Gráfico)
- !DRAW, un vector nativo formato gráfico (en varios backward versiones compatibles) para el RISC-OS sistema de ordenador empezado por Bellota en el mid-@1980s y presente quieto en aquella plataforma hoy
- Lenguaje gráfico de precisión Markup , una sumisión de W3C que no fue adoptado como recomendación.
- PSTricks Y PGF/TikZ es lenguas para crear gráfico en TeX documentos.
- QCC, utilizado por Director de Edredón por Edredón EZ para diseñar edredones.
- ReGIS, utilizado por DEC terminales de ordenador
- Protocolo Remoto de Imagen
- VML (Vector Markup Lengua)
- Xar El formato utilizado en aplicaciones de vector de Xara
- XPS (XML Especificación de Papel)

#### Formatos de vector 3D
- AMF - Formato de Archivo de Fabricación aditivo
- Asíntota - Una lengua que ascensores TeX a 3D.
- .blend - Batidora
- COLLADA
- .dgn
- .dwf
- .dwg
- .dxf
- eDrawings
- .flt - OpenFlight
- FVRML - Y FX3D, función-basó extensiones de VRML y X3D
- HSF
- IGES
- IMML - Immersive Medios de comunicación Markup Lengua
- IPA
- JT
- .MA (Maya ASCII formato)
- .MB (Maya formato Binario)
- .OBJ (Alias|Wavefront formato de archivo)
- OpenGEX - Intercambio de Motor de Juego abierto
- PLY
- POV-Ray de descripción de escena de rayo
- PRC
- PASO
- SKP
- STL - Un stereolithography formato
- U3D - Formato de archivo 3D universal
- VRML - Lenguaje informático de modelos de realidad virtual
- XAML
- XGL
- XVL
- xVRML
- X3D
- .3D
- 3DF
- .3DM
- .3ds - Autodesk 3D Studio
- 3DXML
- X3D - Formato de vectores usado en aplicaciones 3D de Xara

### Formatos compuestos
Estos son formatos que contienen ambos píxeles y datos de vector, posible otro dato, por ejemplo, las características interactivas de PDF.
- EPS (Encapsulated Posdata)
- PDF (Formato de Documento Portátil)
- Posdata, una lengua de descripción de la página con capacidades de gráfico fuerte
- PICT (Clásico Macintosh QuickDraw archivo)
- WMF / EMF (Windows Metafile / Realzado Metafile)
- SWF (Shockwave Centellea)
- XAML Lengua de interfaz del usuario que utiliza gráfico de vector para imágenes.

### Formatos Estéreo
- MPO El Multi Objeto de Cuadro (.mpo) El formato consta de múltiples imágenes JPEG (Cámara & Imaging Asociación de Productos) (CIPA).
- PNS El PNG Stereo (.pns) El formato consta de un lado-por-imagen de lado basada en PNG (Gráfico de Red Portátil).
- JPS El JPEG Stereo (.jps) El formato consta de un lado-por-formato de imagen del lado basado en JPEG.